# Marinero de segunda
Marinero de segunda o marinero segundo (MS) es un rango militar de la Armada Argentina.

## Nivel jerárquico
El grado de marinero segundo —abreviación conjunta: MS— es el rango más bajo del personal de la Tropa Voluntaria. Su único e inmediato superior es el marinero primero.

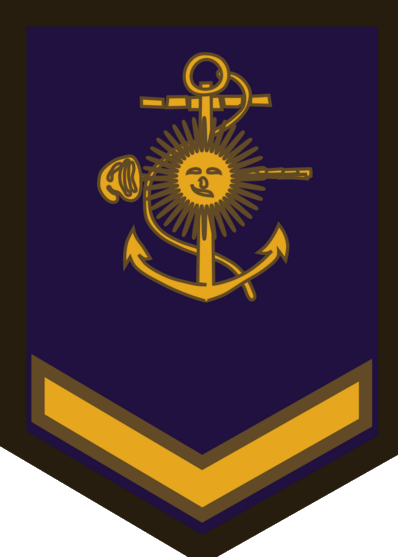
Insignia